# 2010–2011-es magyar női labdarúgókupa
A magyar női labdarúgókupában 2010–2011-ben nyolc csapat küzdött a kupa elnyeréséért. A címvédő az MTK Hungária FC csapata. A Viktória FC 2008 és 2009 után visszahódította a kupát.

## Negyeddöntők
| 2010. október 27. |

| Taksony SE | 0–0         | MTK Hungária FC |
| ---------- | ----------- | --------------- |
|            | Jegyzőkönyv |                 |

| Taksony Játékvezető: Földvárszki Norbert |

| 2010. november 10. |

| MTK Hungária FC                           | 5–1               | Taksony SE    |
| ----------------------------------------- | ----------------- | ------------- |
| Tóth A. 4' Méry 45' 69' Papp 49' Vágó 89' | (2–0) Jegyzőkönyv | Sebestyén 84' |

| Hidegkuti Nándor Stadion, Budapest Játékvezető: Csete Csongor |

| 2010. október 27. |

| Kiskunhalasi FC | 1–4               | Hegyvidék                    |
| --------------- | ----------------- | ---------------------------- |
| Gémesi 30'      | (1–2) Jegyzőkönyv | Staar 18' 89' Molnár 37' 55' |

| Kiskunhalas Játékvezető: Minda Róbert |

| 2010. november 21. |

| Hegyvidék                                                       | 8–1               | Kiskunhalasi FC |
| --------------------------------------------------------------- | ----------------- | --------------- |
| Papp 25' Staar 33' Dénes 44' 66' 74' Molnár 58' Faltusz 86' 87' | (3–1) Jegyzőkönyv | Koch 17'        |

| TFSE Sporttelep, Budapest Játékvezető: Vida Gábor |

| 2010. október 27. |

| Soproni FAC | 1–11              | Ferencvárosi TC                                                                                            |
| ----------- | ----------------- | --- |
| Farkasi 60' | (0–4) Jegyzőkönyv | Bereczki 23' Horváth E. 25' Terdik 38' 70' Zágor 41' 64' Zeller 51' 81' Gáspár 61' Nagy V. 72' Kucsera 88' |

| FC Sopron Stadion, Sopron Játékvezető: Szabó György |

| 2010. november 10. |

| Ferencvárosi TC | 3–0         | Soproni FAC |
| --------------- | ----------- | ----------- |
|                 | Jegyzőkönyv |             |

| Albert Flórián Stadion, Budapest |

| 2010. október 27. |

| Viktória FC | 3–0         | Győri Dózsa SE |
| ----------- | ----------- | -------------- |
|             | Jegyzőkönyv |                |

| Király Sportlétesítmény, Szombathely |

| 2010. november 17. |

| Győri Dózsa SE | 0–3               | Viktória FC                     |
| -------------- | ----------------- | ------------------------------- |
|                | (0–2) Jegyzőkönyv | Marsai 17' Rácz 34' Megyeri 56' |

| Győri Dózsa sporttelep, Győr Játékvezető: Hofbauer Dávid |

## Elődöntők
| 2011. március 23. |

| Hegyvidék               | 3–3               | MTK Hungária FC              |
| ----------------------- | ----------------- | ---------------------------- |
| Kocsa 60' 68' Staar 81' | (0–1) Jegyzőkönyv | Smuczer 9' Papp 50' Vágó 52' |

| XIV. kerületi Sportcentrum, Budapest Játékvezető: Kovács Gábor |

| 2011. március 30. |

| MTK Hungária FC                                            | 8–1               | Hegyvidék |
| ---------------------------------------------------------- | ----------------- | --------- |
| Méry 13' Papp 30' Nagy 31' Godvár 48' 68' 78' Vágó 73' 81' | (3–1) Jegyzőkönyv | Staar 37' |

| XIV. kerületi Sportcentrum, Budapest Játékvezető: Mocsári Tamás |

| 2011. március 23. |

| Viktória FC | 3–0         | Ferencvárosi TC |
| ----------- | ----------- | --------------- |
|             | Jegyzőkönyv |                 |

| Király Sportlétesítmény, Szombathely |

| 2011. március 30. |

| Ferencvárosi TC        | 2–3               | Viktória FC                      |
| ---------------------- | ----------------- | -------------------------------- |
| Zeller 70' Csiszár 78' | (0–0) Jegyzőkönyv | Megyeri 48' Rácz 58' Szarvas 66' |

| FTC Népligeti Sportcentrum, Budapest Játékvezető: Kömpf Gyula |

## Döntő
| 2011. április 20. 15:00 (UTC+2) |

| MTK Hungária FC | 0–1               | Viktória FC |
| --------------- | ----------------- | ----------- |
| Vesszős 55'     | (0–0) Jegyzőkönyv | Rácz 82'    |

| Kaposvári Rákóczi Stadion, Kaposvár Nézőszám: 500 Játékvezető: Urbán Eszter |

| MTK Hungária FC: |    |                     |
|                  |    |                     |
| K                | 1  | Rothmeisel Dóra     |
| HV               | 9  | Demeter Réka        |
| HV               | 16 | Vesszős Mercédesz   |
| HV               | 17 | Gál Tímea           |
| HV               | 8  | Pinczi Anita        |
| KP               | 30 | Papp Dóra 75'       |
| KP               | 6  | Smuczer Angéla      |
| KP               | 2  | Tell Zsófia 67'     |
| KP               | 7  | Godvár Katalin 54'  |
| CS               | 15 | Szabó Zsuzsanna     |
| CS               | 14 | Méry Rita           |
| Cserék:          |    |                     |
| K                | 21 | Horváth Eszter      |
| CS               | 33 | Nagy Lilla 54'      |
| KP               | 77 | Nagy Alexandra 75'  |
| KP               | 19 | Palkovics Nóra 67'  |
| ?                | 4  | Gyöngyösi Alexandra |
| ?                | 20 | Kókány Regina       |
| Vezetőedző:      |    |                     |
| Turtóczki Sándor |    |                     |

| Viktória FC:          |    |                       |
|                       |    |                       |
| K                     | 25 | Papp Eszter           |
| HV                    | 23 | Tischler Fruzsina 46' |
| HV                    | 11 | Tóth Enikő            |
| HV                    | 18 | Tálosi Szabina        |
| HV                    | 17 | Marsai Nikoletta      |
| KP                    | 9  | Pas Alexandra         |
| KP                    | 16 | Tóth Alexandra        |
| KP                    | 15 | Rácz Zsófia 82'       |
| CS                    | 26 | Szarvas Alexandra     |
| CS                    | 4  | Megyeri Boglárka 86'  |
| CS                    | 7  | Sipos Lilla 75'       |
| Cserék:               |    |                       |
| K                     | 5  | Horváth Bettina       |
| KP                    | 29 | Tóth Klaudia 86'      |
| CS                    | 19 | Pulai Lilla 75'       |
| CS                    | 30 | Nagy Dóra 46'         |
| HV                    | 14 | Rába Anita            |
| CS                    | 10 | Eva Martínez Gil      |
| Vezetőedző:           |    |                       |
| Hérincsné Markó Edina |    |                       |

## Lásd még
- 2010–2011-es magyar női labdarúgó-bajnokság (első osztály)